# Cyclos d'or
Les Cyclos d'or sont des récompenses cinématographiques françaises décernées par le jury international du festival international des cinémas d'Asie de Vesoul (FICA).
Les Cyclos d'or incluent :
- Le Cyclo d'or, principale distinction du festival, décernée depuis 2000
- Le Cyclo d'or d'honneur, décerné depuis 2005 à des personnalités en lien avec le cinéma asiatique (interprètes, réalisateurs, techniciens, etc.) pour l'ensemble de leur œuvre[1].

## Prix décernés
En plus des Cyclos d'or, le festival décerne les prix suivants :  
- Grand prix du jury, décerné par le jury international ;
- Prix du Jury, offert par le Conseil départemental de la Haute-Saône, est décerné par le jury international ;
- Prix Marc-Haaz, décerné par le jury Marc-Haaz à un jeune réalisateur ;
- Prix NETPAC, décerné par le jury NETPAC (Network for the Promotion of Asian Cinema) ;
- Prix de la critique ;
- Prix INALCO, décerné par l’Institut national des langues et civilisations orientales (INALCO) ;
- Prix du public pour un long métrage de fiction ;
- Prix du public pour un film documentaire ;
- Prix du jury lycéen pour un long métrage de fiction, décerné par le jury lycéen (composé d’élèves du lycée Belin de Vesoul) ;
- Prix du jury jeunes pour un film documentaire, décerné par le jury jeunes (composé de collégiens, lycéens et étudiants de Haute-Saône).

## Palmarès

### Cyclo d'or
| Année | Film                         | Titre original  | Réalisateur               | Pays                   |
| ----- | ---------------------------- | --------------- | ------------------------- | ---------------------- |
| 2000  | Yara                         |                 | Yilmaz Arslan             | Turquie                |
| 2001  | Sanam                        |                 | Rafi Pitts                | Iran                   |
| 2002  | Histoire d'hommes à Pékin    | Lan Yu          | Stanley Kwan              | Hong Kong              |
| 2003  | Le Faisan d'or               | Altyn Kyrghol   | Marat Sarulu              | Kirghizistan           |
| 2004  | Vodka Lemon                  |                 | Hiner Saleem              | Arménie / Kurdistan    |
| 2005  | Story undone                 |                 | Hassan Yektapanah (en)    | Iran                   |
| 2006  | Grain In Ear                 |                 | Zhang Lu                  | Chine / Corée du Sud   |
| 2007  | Out of Sight                 | Lemarit ain     | Daniel Syrkin             | Israël                 |
| 2008  | Le Vieux Barbier             | Lao lifashi     | Hasi Chaolu               | Chine                  |
| 2009  | Un cadeau pour Staline       | Podarok Stalinu | Roustem Abdrachev         | Kazakhstan             |
| 2010  | No Puedo Vivir Sin Ti Cow    |                 | Leon Dai Guan Hu          | Taïwan Chine           |
| 2011  | P.S. Addicted to Love        |                 | Elkin Tuychiev Liu Hao    | Ouzbékistan Chine      |
| 2012  | August drizzle               |                 | Aruna Jayawardana         | Sri Lanka              |
| 2013  | Jiseul With You, Without You |                 | O Muel Prasanna Vithanage | Corée du Sud Sri Lanka |
| 2014  | 10 Minutes                   |                 | Lee Yong-seung (en)       | Corée du Sud           |
| 2015  | Bwaya                        |                 | Francis Xavier Pasion     | Philippines            |
| 2016  | Tharlo                       |                 | Pema Tseden               | Chine                  |
| 2017  | 500M800M                     |                 | Yao Tian                  | Chine                  |
| 2018  | Bagage                       |                 | Zig Dulay                 | Philippines            |
| 2019  | Jinpa                        |                 | Pema Tseden               | Chine                  |
| 2020  | Mariam                       |                 | Sharipa Urazbayeva        | Kazakhstan             |
| 2021  | Édition annulée              | Édition annulée | Édition annulée           | Édition annulée        |
| 2022  | Yanagawa                     |                 | Zhang Lu                  | Chine                  |
| 2023  | The Sales Girl               |                 | Janchivdorj Sengedorj     | Mongolie               |
| 2024  | Snow Leopard                 |                 | Pema Tseden               | Chine                  |
| 2025  | The Land of Morning Calm     |                 | Park Ri-woong             | Corée du Sud           |

## Cyclo d'or d'honneur
Décernée depuis 2004 par le jury international, le Cyclo d'or d'honneur récompense des personnalités du cinéma asiatique (interprètes, réalisateurs, techniciens, etc.) pour l'ensemble de leurs œuvres.
| Année | Réalisateur ou acteur                      | Pays                  |
| ----- | ------------------------------------------ | --------------------- |
| 2005  | Lee Doo-yong Ezzatollah Entezami           | Corée du Sud Iran     |
| 2006  | Hou Hsiao-hsien                            | Taïwan                |
| 2007  | Wu Tianming                                | Chine                 |
| 2008  | Stanley Kwan                               | Chine                 |
| 2009  | Mohsen Makhmalbaf                          | Iran                  |
| 2010  | Fatemeh Motamed-Arya                       | Iran                  |
| 2011  | Kim Dong-ho                                | Corée du Sud          |
| 2012  | Hirokazu Kore-eda                          | Japon                 |
| 2013  | Garin Nugroho                              | Indonésie             |
| 2014  | Brillante Mendoza                          | Philippines           |
| 2015  | Wang Chao                                  | Chine                 |
| 2016  | Im Sang-soo Eran Riklis                    | Corée du Sud Israël   |
| 2017  | Rakhshan Bani-Etemad Swarna Mallawarachchi | Iran Sri Lanka        |
| 2018  | Wang Xiaoshuai Mohamed Malas               | Chine Syrie           |
| 2019  | Eric Khoo                                  | Singapour             |
| 2020  | Jay Jeon                                   | Corée du Sud          |
| 2021  | Édition annulée                            | Édition annulée       |
| 2022  | Leila Hatami Kōji Fukada                   | Iran Japon            |
| 2023  | Lee Yong-Kwan Semih Kaplanoglu             | Corée du Sud Turquie, |
| 2024  | Zero Chou Tu Duu-Chih                      | Taïwan ,              |
| 2025  | Jia Zhangke Zhao Tao                       | Chine                 |